# Lac de l'Hirondelle (rivière Natastan)
Pour les articles homonymes, voir Hirondelle (homonymie) et lac de l'Hirondelle.
Ne doit pas être confondu avec Lac des Hirondelles.
Le lac de l’Hirondelle est un plan d’eau douce du bassin versant de la rivière Natastan et de la rivière Rupert, dans Eeyou Istchee Baie-James, dans la région administrative du Nord-du-Québec, dans la province de Québec, au Canada.
Le bassin versant du lac de l’Hirondelle est desservi par quelques routes forestières pour la foresterie et les activités récréotouristiques.

## Géographie
Les principaux bassins versants voisins du lac de l’Hirondelle sont :
- côté nord : lac Cocomenhani, rivière Natastan, rivière Rupert, lac La Bardelière ;
- côté est : lac Boisfort, lac Miskittenau, lac Bellinger, lac Canotaicane, lac Mistassini, rivière Natastan ;
- côté sud : lac Canotaicane, lac Avranches, lac Troilus, lac Testard, lac Frotet, lac Robineau ;
- côté ouest : lac de la Passe, lac Montmort, Petit lac Loon, lac Potel, lac Courseron, lac Camousitchouane.

Situé au Nord-Ouest du lac Mistassini et au Sud de la rivière Rupert, le lac de l’Hirondelle comporte une superficie de 53,92 km2. Ce lac comporte une longueur de 9,0 km, une largeur maximale de 1,9 km et une altitude de 329 m. Ce lac est entouré de plusieurs plans d’eau.
Le lac de l’Hirondelle comporte 18 petites îles. Ce lac comporte :
- une presqu’île rattachée à la rive Est s’étirant sur 0,9 km vers l’Ouest ;
- une décharge (venant du Sud-Ouest) d’un lac non identifié ;
- une presqu’île rattachée à la rive Ouest s’étirant sur 1,3 km vers le Sud-Est, délimitant la partie Nord du lac et la partie Sud ;
- un détroit s’étirant sur 3,2 km vers le Nord-Est, jusqu’à sa confluence avec la partie Sud-Est du lac Cocomenhani[1].

L’embouchure du lac de l’Hirondelle est localisée au Nord du lac, soit à :
- 10,7 km au Sud de la rivière Natastan ;
- 68,6 km au Sud-Ouest de l’embouchure du lac Mistassini (confluence avec la rivière Rupert) ;
- 32,5 km au Sud-Est de l’embouchure du lac La Bardelière (traversé par la rivière Rupert) ;
- 54,0 km au Sud-Est de l’embouchure du lac Mesgouez (traversé par la rivière Rupert) ;
- 98,3 km au Nord-Ouest du centre-ville de Mistissini ;
- 141,4 km au Nord-Ouest du centre-ville de Chibougamau[1].

À partir de l’embouchure du lac de l’Hirondelle, le courant traverse sur 29,1 km vers le Nord-Ouest, puis le Nord, le lac Cocomenhani jusqu’à sa confluence avec la rivière Natastan. De là, cette dernière coule sur 24,8 km généralement vers l’Ouest en contournant par le Sud l’Île de l’Ouest, jusqu’à sa confluence avec le lac La Bardelière.

## Toponymie
Le toponyme "lac de l’Hirondelle" a été officialisé le 5 décembre 1968 par la Commission de toponymie du Québec.